# متناقضة التنفس الحجابي
متناقضة التنفس الحجابي هي علامة بالفحص الطبي للجهاز التنفسي عندما يتحرك الحجاب الحاجز عكس الإتجاه الطبيعي بالشهيق . وترتبط متناقضة التنفس الحجابي بعضلات الشهيق في الأشخاص المصابين فتصبح أضعف.